# Mandern
Mandern település Németországban, Rajna-vidék-Pfalz tartományban. Lakosainak száma 843 fő (2023. december 31.).

## Népesség
A település népességének változása:
| Lakosok száma | 908  | 853  | 851  | 841  | 884  | 843  |
|               | 1975 | 2017 | 2019 | 2021 | 2022 | 2023 |